# Quincy Lewis
Pour les articles homonymes, voir Lewis.
Quincy Lewis, né le 26 juin 1977 à Little Rock (Géorgie) aux États-Unis, est un joueur américain de basket-ball. Il évolue au poste d'ailier.